# Башня слона (Кальяри)

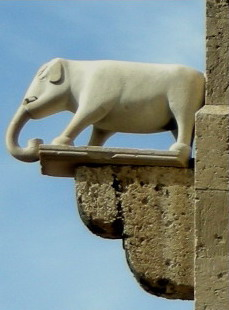
Скульптура, давшая название башни

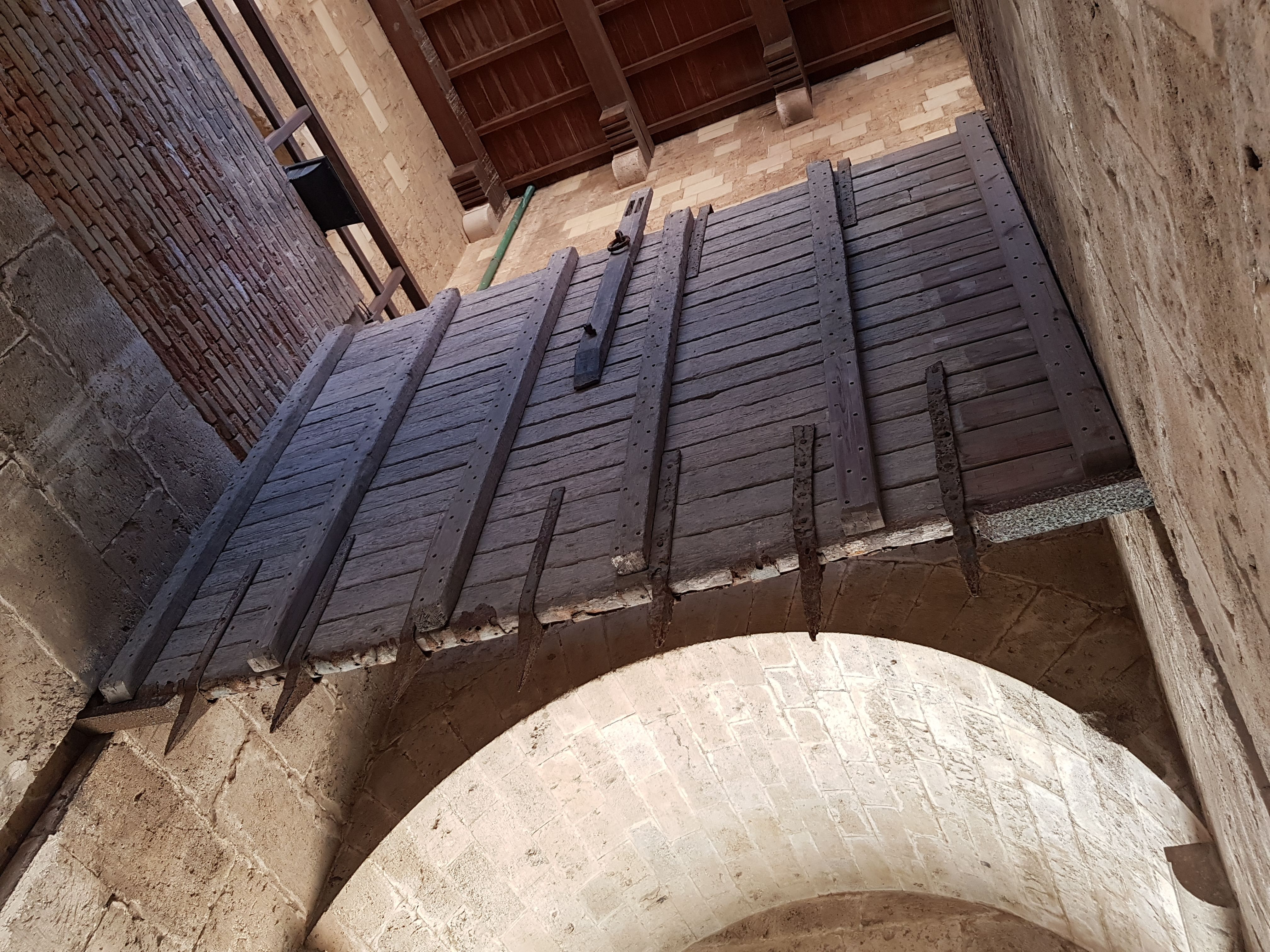
Внутренняя опускная решётка башни

Башня слона (итал. Torre dell'Elefante) — средневековая башня в Кальяри, в южной Сардинии (Италия). Она расположена в городском историческом квартале Кастелло.

## История
Башня слона была построена в 1307 году, во времена господства пизанцев в Кальяри, сардинским архитектором Джованни Капулой, который двумя годами ранее спроектировал в Кальяри Торре-ди Сан-Панкрацио, а также Торре-дель-Аквилу, частично разрушенную в XVIII веке и ныне являющуюся частью Палаццо Бойл. Башня была частью городских укреплений, созданных в связи с угрозой неизбежного вторжения арагонцев на остров. В 1708 году она была повреждена в результате английских бомбардировок, в 1717 году пострадала от испанских пушек. В 1793 году башня утратила свою верхнюю часть во время нападения на город французов.
В 1328 году северная сторона башни была отдана под жилые помещения и хранилища. Во времена владычества испанцев здание также использовалось в качестве тюрьмы, а на его дверях вешали отрубленные головы заключённых, приговорённых к смертной казни на близлежащей площади пласуэла (нынешняя площадь Карло Альберто). Так во второй половине XVII века голова маркиза Сеа, причастного к убийству вице-короля Камарассы, висела там несколько лет.
В 1906 году под руководством инженера Диониги Скано был разработан проект реставрации с целью вернуть башне её первоначальный вид, в частности, открыв ту сторону, которая была обнесена стеной в арагонский период.

## Описание
Башня с трёх сторон имела стены из белого известняка, добытого в близлежащем Колле-ди-Бонария, четвёртая же сторона была открытой (в соответствии с традиционным пизанским стилем) и имела четыре этажа деревянных галерей. Вход надёжно защищался тремя входными дверями и двумя решётками. Для защиты сверху был возведена деревянная конструкция. В башне также есть ворота, которые вместе с воротами Торре-ди Сан-Панкрацио по-прежнему служат главным входом в городской квартал Кастелло.
Высота Башни слона составляет примерно от 31 до 35 метров. Со стороны же виа Каммино Нуово она достигает высоты 42 метров.
Со стороны Университетской улицы или Каммино Нуово, у основания башни рядом с дверью расположен гравированный камень, на котором указано, когда и кем она была построена. Кроме того, её украшают несколько гербов XIV века, в том числе герб города, а также выступ на стене, на котором стоит небольшая скульптура слона, выбранная в качестве символа Пизы.